# 앨프리드 김슨
앨프리드 찰스 김슨(Alfred Charles Gimson, 1917년 6월 7일 - 1985년 4월 22일)은 영국의 언어학자(음성학자)이다.
영국 런던대학교 유니버시티 칼리지 런던 (UCL: University College London)을 졸업하고, 1966년에 이 대학에서 음성학 교수가 되었으며, 1971년부터 1983년 은퇴할 때까지 음성학 및 언어학과에서 학과장을 역임했다..
그는 대니얼 존스(Daniel Jones)의 제자이자 동료였으며, 존스가 묘사한 표준 영국 발음(Recieved Pronunciation, RP)을 보완하고 확장하였다.

## 저서
- Introduction to the Pronunciation of English (1962)